# 黄殖翼柱头虫
黄殖翼柱头虫（学名：Ptychodera flava）一种广泛分布于太平洋和印度洋沿岸地区的肠鳃类动物，隶属于殖翼柱头虫科翼柱头虫属。本种是博物学家约翰·弗里德里希·冯埃施朔尔茨在参与俄罗斯探险家奥托·冯·科策布第二次航行途中发现，是最早发现的半索动物。